# Serrat de Puigpolit
El Serrat de Puigpolit és una muntanya de 781 metres que es troba entre els municipis de Borredà, a la comarca del Berguedà i de Lluçà, a la comarca d'Osona.